# KJ Sax
KJ Sax (vlastním jménem Kateřina Janečková, * 15. července 1991 Náchod) je česká saxofonistka a performerka.

## Život
Vystudovala Pedagogickou fakultu na Univerzitě v Hradci Králové. Jako dítě se učila hrát na saxofon, ke kterému se ve 29 letech vrátila a stal se jejím povoláním. V roce 2022 jí byla diagnostikována rakovina, kterou překonala.

## Tvorba
Od roku 2021 pořádá živá vystoupení. Koncertuje na festivalech, v klubech, na pouličních slavnostech, jako buskerka, ale také na recepcích, kde byli hosty prezidenti Petr Pavel nebo Bill Clinton.